# XSP (software)
XSP es un servidor web sencillo que ejecuta de forma independiente escrito en C#. El mismo permite hospedar en Linux y otros sistemas operativos UNIX sitios desarrollados utilizando ASP.NET. Además de ejecutarse sobre la plataforma Mono para Linux también permite su ejecución sobra la plataforma .NET, posibilitando que sea utilizado como un servidor web ligero en cualquier plataforma que soporte .NET.
XSP fue originalmente el nombre del proyecto de Microsoft que luego se transformó en ASP.NET. El nombre es un homenaje al nombre original de lo que se transformó en ASP.NET.
XSP es también un término para la tecnología de páginas de servidor extensibles (eXtensible Server Pages) en Cocoon de Apache.